# Modugno (1967)
Modugno (1967) è il 16º album dell'omonimo cantautore pugliese.

## Il disco
Le uniche due canzoni inedite del disco sono Sopra i tetti azzurri del mio pazzo amore, presentata con scarso successo al Festival di Sanremo 1967 e Cosa sono le nuvole, scritta con Pier Paolo Pasolini ed inserita nella colonna sonora del film ad episodi Capriccio all'italiana.
Gli arrangiamenti di tutte le canzoni sono curati dal maestro Angelo Giacomazzi, che dirige l'orchestra; quest'album non riscontrò molto successo di vendita.
La copertina ha la scritta Modugno in giallo su sfondo azzurro; non sono riportati i nomi dei musicisti.
L'album è stato ristampato in CD dalla Halidon nel 2011 in una confezione digipack apribile che ripete la grafica dell'originale.

## Tracce
Lato A
1. Nel blu dipinto di blu (testo di Domenico Modugno e Franco Migliacci; musica di Domenico Modugno)
2. Resta cu' mme (testo di Domenico Modugno e Dino Verde; musica di Domenico Modugno)
3. Sopra i tetti azzurri del mio pazzo amore (testo di Vito Pallavicini; musica di Domenico Modugno)
4. Sole malato (testo di Riccardo Pazzaglia; musica di Domenico Modugno)
5. Io (testo di Domenico Modugno e Franco Migliacci; musica di Domenico Modugno)

Lato B
1. Piove...! (testo di Domenico Modugno e Dino Verde; musica di Domenico Modugno)
2. Vecchio frack (testo e musica di Domenico Modugno)
3. Cosa sono le nuvole (testo di Pier Paolo Pasolini; musica di Domenico Modugno)
4. Strada 'nfosa (testo e musica di Domenico Modugno)
5. Lu pisce spada (testo e musica di Domenico Modugno)